# Matsudaira Yoshinaga
Matsudaira Yoshinaga (松平慶永, 10 octobre 1828-2 juin 1890), également connu sous le nom de « Matsudaira Keiei », est le 14e daimyo du domaine de Fukui durant la fin du shogunat Tokugawa et un homme politique de l'ère Meiji. « Yoshinaga » est son imina et « Shungaku » (春嶽) son gō. Il fait partie des « quatre seigneurs sages du Bakumatsu » (幕末の四賢侯, Bakumatsu no shikenkō), avec Date Munenari, Yamauchi Yōdō et Shimazu Nariakira.

## Biographie
Huitième fils de Narimasa Tokugawa, chef de la branche Tayasu des Tokugawa, Yoshinaga est plus tard adopté par Matsudaira Narisawa, 16e daimyo du domaine de Fukui. En 1838, il est nommé à la tête du domaine. Lors de la purge d'Ansei, il est forcé de prendre sa retraite et se voit mettre en probation. En 1862, il est nommé au poste de Seiji sōsai shoku (政事総裁職) par le shogunat des Tokugawa. Yoshinaga est également Kyoto shugoshoku très brièvement, pendant l'été 1864.
Après la chute du shogunat, il travaille dans l'administration du premier gouvernement impérial de l'ère Meiji.